# Rindensprenger
Die Rindensprenger (Vuilleminia) sind eine Gattung aus der Familie der Prachtrindenpilzverwandten (Corticiaceae). Häufigster und bekanntester Vertreter sowie Typusart ist der Gemeine Rindensprenger (Vuilleminia comedens). Die Gattung ist nach dem französischen Mykologen Paul Vuillemin benannt.

## Merkmale
Die Rindensprenger bilden resupinat auf dem Substrat wachsende Fruchtkörper mit glatter Oberfläche und etwas gallertiger Konsistenz. Die Hyphenstruktur ist monomitisch. Die Hyphen selbst sind hyalin und besitzen Septen mit Schnallen. Die Hyphidien sind unverzweigt. Die Basidien sind sehr lang und keulig geformt. Die Sporen sind ellipsoid bis fusiform oder allantoid, hyalin und dünnwandig.

## Ökologie
Die Rindensprenger leben als Saprobionten an schwachen Ästen und Zweigen von Laubbäumen. Sie wachsen unter der Rinde und lösen diese ab. Später sterben die besiedelten Teile des Wirtes ab und fallen zu Boden.

## Arten
In Europa kommen folgende Arten vor bzw. sind dort zu erwarten:

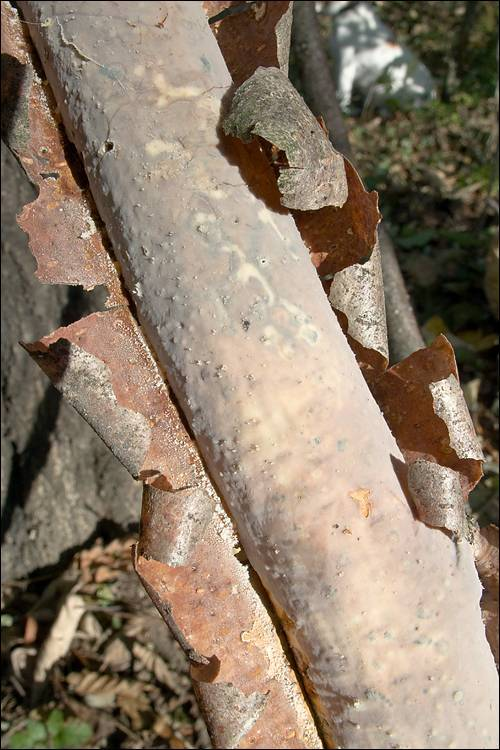
Gemeiner Rindensprenger Vuilleminia comedens
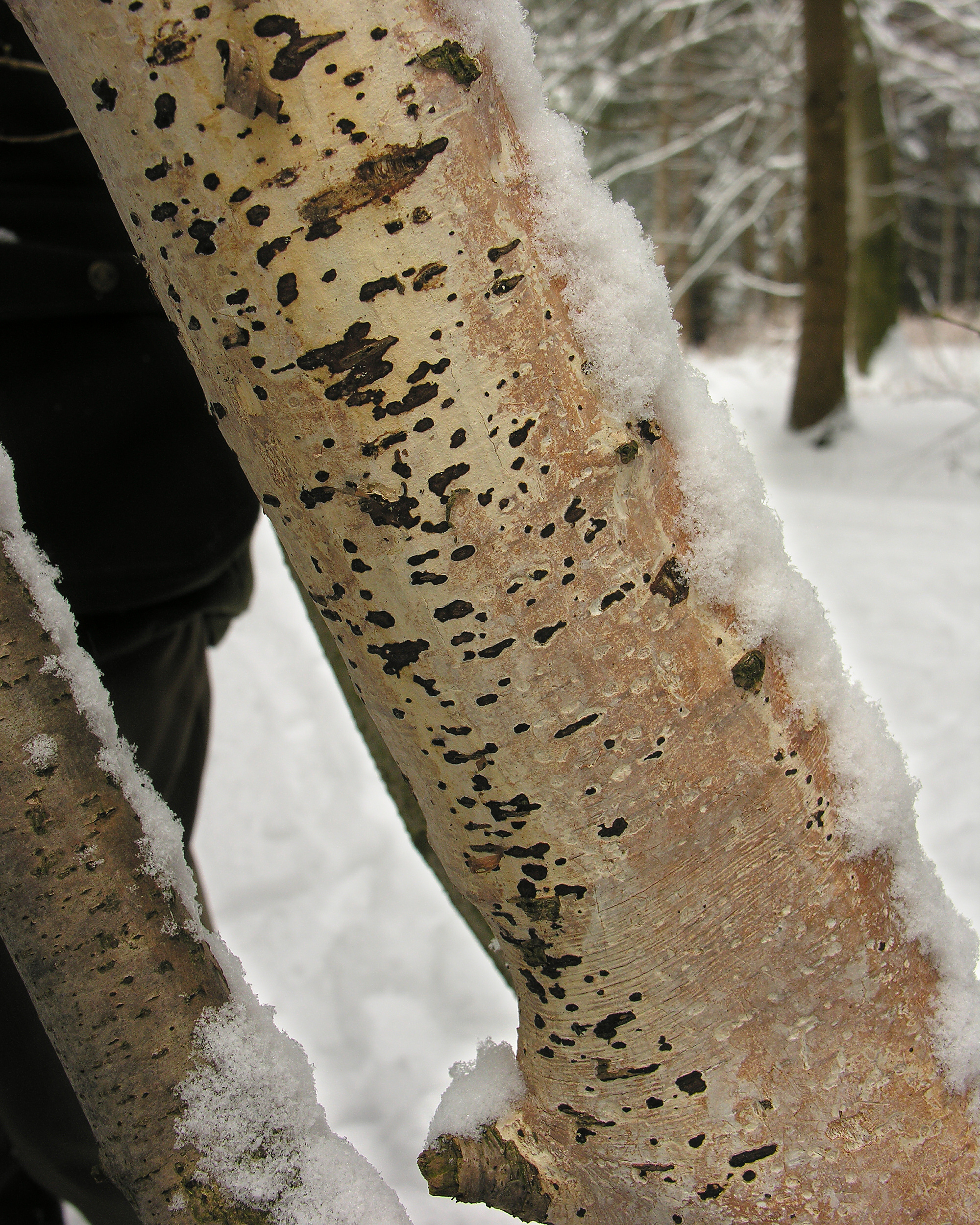
Hasel-Rindensprenger Vuilleminia coryli

| Rindensprenger (Vuilleminia) in Europa |                              |                                     |
| \| Deutscher Name \| Wissenschaftlicher Name \| Autorenzitat \| \| ----------------------- \| ---------------------------- \| ----------------------------------- \| \| Erlen-Rindensprenger \| Vuilleminia alni \| Boidin, Lanquetin & Gilles 1994 \| \| Gemeiner Rindensprenger \| Vuilleminia comedens \| (Nees 1817 : Fries 1821) Maire 1902 \| \| Hasel-Rindensprenger \| Vuilleminia coryli \| Boidin, Lanquetin & Gilles 1989 \| \| Weißdorn-Rindensprenger \| Vuilleminia cystidiata \| Parmasto 1965 \| \| \| Vuilleminia macrospora \| (Bresadola 1903) Hjortstam 1987 \| \| \| Vuilleminia megalospora \| Bresadola 1924 \| \| \| Vuilleminia oyensis \| Duhem & M. Gérard 2007 \| \| \| Vuilleminia pseudocystidiata \| Boidin, Lanquetin & Gilles 1994 \| |                              |                                     |
| Deutscher Name | Wissenschaftlicher Name      | Autorenzitat                        |
| Erlen-Rindensprenger | Vuilleminia alni             | Boidin, Lanquetin & Gilles 1994     |
| Gemeiner Rindensprenger | Vuilleminia comedens         | (Nees 1817 : Fries 1821) Maire 1902 |
| Hasel-Rindensprenger | Vuilleminia coryli           | Boidin, Lanquetin & Gilles 1989     |
| Weißdorn-Rindensprenger | Vuilleminia cystidiata       | Parmasto 1965                       |
| | Vuilleminia macrospora       | (Bresadola 1903) Hjortstam 1987     |
| | Vuilleminia megalospora      | Bresadola 1924                      |
| | Vuilleminia oyensis          | Duhem & M. Gérard 2007              |
| | Vuilleminia pseudocystidiata | Boidin, Lanquetin & Gilles 1994     |

- Gemeiner Rindensprenger
Vuilleminia comedens
- Hasel-Rindensprenger
Vuilleminia coryli